# Myro paucispinosus
Espèce
Myro paucispinosus est une espèce d'araignées aranéomorphes de la famille des Toxopidae.

## Distribution
Cette espèce se rencontre dans les Terres australes et antarctiques françaises dans l'archipel des Crozet et en Afrique du Sud dans l'archipel du Prince-Édouard sur l'île Marion.

## Publication originale
- Berland, 1947 : XVI. Araignées. Croisière du Bougainville aux îles australes françaises. Mémoires du Muséum National d'Histoire Naturelle, Paris, vol. 20, p. 53-64.